# Ružomberok
Ružomberok (in ungherese Rózsahegy, in tedesco Rosenberg) è una città della Slovacchia, capoluogo del distretto omonimo, nella regione di Žilina. 
È situata sulle rive del fiume Váh. Di origine tedesca (il suo nome letteralmente significa "monte delle rose"), conserva la parrocchiale di Sant'Andrea di origini trecentesche, ma del tutto trasformata. È sede di un'università cattolica.

## Monumenti e luoghi d'interesse
Vi si trova il mausoleo di Andrej Hlinka.

## Cultura

### Istruzione

#### Musei
Ha dato i natali al pittore Ľudovít Fulla e ospita la Galleria Ľudovít Fulla, in cui sono conservate le opere che l'artista donò allo Stato. La Galleria sorge sul terreno che era di proprietà del nonno del pittore.

## Sport
La squadra di pallacanestro femminile, l'MBK Ružomberok, ha vinto la Coppa FIBA per due volte. La squadra di calcio maschile, l'MFK Ružomberok, ha vinto il campionato slovacco nel 2006.

## Altri progetti

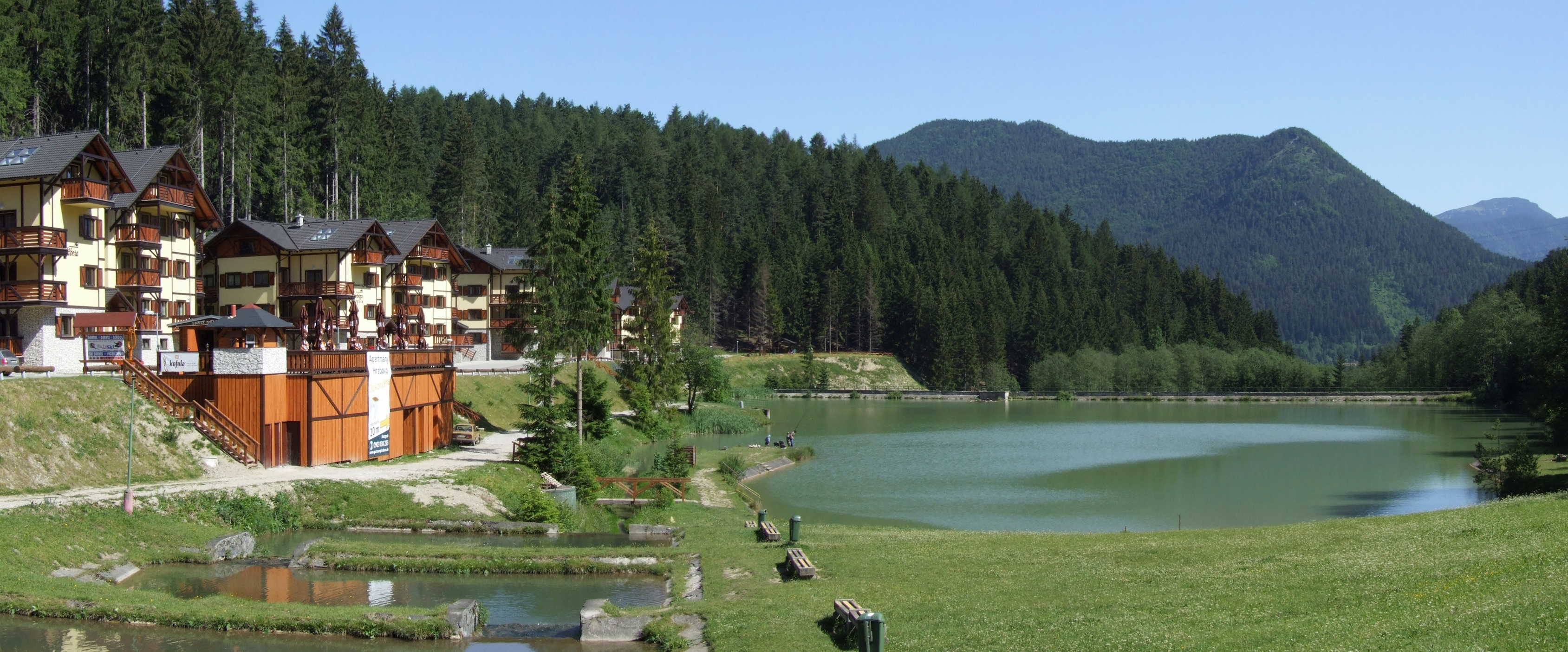
Panorama di Hrabovo, una parte della città